# Dwayne Burno
Dwayne Burno (Philadelphia (Pennsylvania), 10 juni 1970 – New York, 28 december 2013) was een Amerikaanse jazzcontrabassist.

## Biografie
Dwayne Burno begon op 16-jarige leeftijd als autodidact contrabas te spelen en had zijn eerste professionele baan in 1989 in de band van Donald Harrison. In 1990 werkte hij met Jesse Davis en verhuisde vervolgens naar New York, waar hij tot eind 1991 werkte als begeleider voor Betty Carter. Hij was ook lid van het eerste trio van Eric Reed.
Tijdens de jaren 1990 werkte hij ook met zijn eigen formatie, waarmee geen opnamen werden gemaakt en werkte hij als sessiemuzikant aan opnamen van talloze muzikanten, zoals Antoine Roney (The Traveller, 1992), Pete Yellin, Benny Golson (Tenor Legacy, 1996), Stanley Cowell, (Hear Me One, 1996), Stefon Harris (A Cloud of Red Dust, 1998), Greg Osby (Zero, 1998) en Roy Haynes (Praise, 1998) verder van Eric Alexander, George Colligan, Johannes Enders, Ingrid Jensen, Peter Leitch, Jim Rotondi, John Swana, Michal Urbaniak en Scott Wendholt.
In 2000 werkte hij mee aan het album New Colors van Freddie Hubbard en in 2001 bij het album Brighter Days van Don Braden. In 2005 maakte hij deel uit van het trio van gitarist Randy Johnston. In 2007 speelde hij met Renee Rosnes en Al Foster in het kwartet van Bobby Hutcherson. Hij verscheen ook in de film over Benny Golsons Whisper Not Tour met Art Farmer. In 2008 speelde hij opnieuw met Hubbard (On the Real Side). Op het gebied van jazz was hij tussen 1990 en 2013 betrokken bij 129 opnamesessies, het meest recent met David Weiss en Luis Perdomo.

## Ziekte en overlijden
Bij Dwayne Burno werd in 2004 een ernstige nierziekte gediagnosticeerd, waardoor hij in 2010 een niertransplantatie onderging. Dwayne Burno overleed in december 2013 op 43-jarige leeftijd aan de gevolgen van deze nierziekte.

## Discografie
- Richard Cook, Brian Morton: The Penguin Guide to Jazz Recordings. 8th Edition. Penguin, London 2006, ISBN 0-14-102327-9.
- Leonard Feather, Ira Gitler: The Biographical Encyclopedia of Jazz. Oxford University Press, New York 1999, ISBN 0-19-532000-X.

- Bibliothèque nationale de France: cb14002491f (data)
- Gemeinsame Normdatei: 134772865
- International Standard Name Identifier: 0000 0000 8357 6144
- Library of Congress Control Number: no97068569
- MusicBrainz: 3ec80d72-073a-4985-9a91-c27e8aedbc62
- Nationale Bibliotheek van Israël: 987007315374505171
- Système universitaire de documentation: 156658232
- Virtual International Authority File: 12502212
- WorldCat: E39PBJc7VjQVxTdtBgv8GRMQMP